# Oxelytrum
Genre
Oxelytrum est un genre d'insectes de l'ordre des coléoptères, de la famille des silphidés. Il comprend cinq espèces. Ces insectes sont nécrophages et prédateurs.

## Liste d'espèces
- Oxelytrum biguttatum (Phillippi, 1850)[1]
- Oxelytrum cayennense (Sturm, 1826)[2],[3]
- Oxelytrum discicolle (Brullé, 1836)[1]
- Oxelytrum erythrurum (Blanchard, 1849)[1]
- Oxelytrum selknan Oliva, 2012[1]